# MicroSD

SD, miniSD a microSD karta

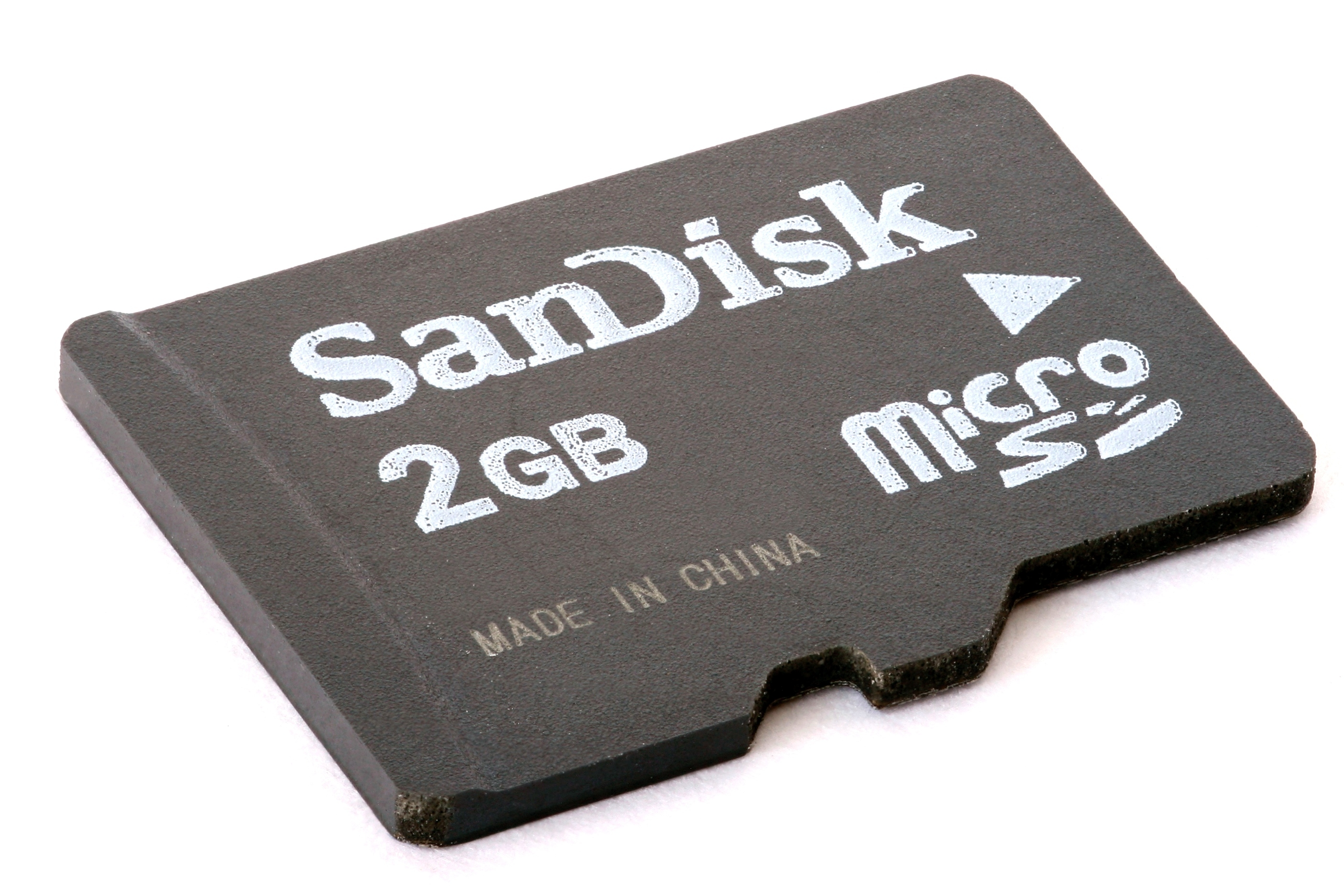
2GB MicroSD karta

MicroSD je formát výměnné flashové paměťové karty, který je odvozen od formátu SD. Tento formát se využívá především v oblasti mobilních telefonů, tabletů, přenosných navigačních zařízeních, přenosných přehrávačů médií, digitálních přehrávačů hudby, rozšiřitelných USB flash disků, a pro Nintendo DS.
V současnosti se jedná o nejmenší komerčně dostupnou paměťovou kartu na světě. Má přibližně formát lidského nehtu, rozměry jsou 15 × 11 × 1 mm, což je přibližně čtvrtina SD karty, při váze 0,25 g. Pro microSD karty se používá množství druhů adaptérů (redukcí), které umožňují použití karty v zařízeních určených pro SD, miniSD, CompactFlash (první i druhé verze) Memory Stick Duo, a často se používají adaptéry pro použití v USB rozhraní (mnohdy jsou dodávané přímo s kartou).
Dnes už zastaralé TransFlash jsou navzájem kompatibilní s microSD kartami (každá může být použita v zařízení pro druhý typ), s výjimkou přidání podpory microSD SDIO režimu, který umožňuje využití karty pro nepaměťové účely (GPS, zařízení pro bezdrátový přenos dat).
Nové MicroSD standardy jsou SDHC (do 32 GB včetně) a SDXC (od 64 GB včetně). Zařízení s novým standardem umí pracovat i se staršími kartami (např. SDXC umí pracovat s SDXC, SDHC i klasickými SD), je tedy zajištěna zpětná kompatibilita. Staré zařízení typu SD bohužel nové SDXC a SDHC karty nepřečte. V roce 2023 byl představen a v roce 2025 uvedený na trh další standard SD Express (pro rychlosti zápisu 150 až 600 MB/s).
V současnosti (k datu 2025/5) jsou paměťové karty microSD dostupné v kapacitách od 1 GB do 2 GB. Karty s kapacitou 4 a více GB jsou dostupné jen v novějším formátu SDHC. 64 GB a více pak pouze ve formátu SDXC, který má podporu až 2 TB.